# Stadium MK
Stadium MK är en fotbollsarena i Milton Keynes i Storbritannien. Arenan är Milton Keynes Dons hemmaarena.
Arenan, som färdigställdes 2007, tar 30 500 åskådare.
Förutom fotboll spelas det även rugbymatcher på arenan. Under VM i rugby 2015 spelades tre matcher här.